# Titouan Perrin-Ganier
Titouan Perrin-Ganier, né le 28 juin 1991, est un coureur cycliste français. Spécialiste de VTT, il est notamment sextuple champion du monde de cross-country eliminator entre 2017 et 2023.

## Biographie
Titouan Perrin-Ganier est originaire de La Bresse, ville des Hautes-Vosges connue pour les sports d'hiver. Son père Stéphane dirige l'équipe cycliste Velcan MTB Pro Team, dont son frère Neïlo a aussi fait partie jusqu'en 2016.
En 2017 et 2018, il réalise un triplé en cross-country eliminator : champion du monde, d'Europe et de France. En 2019, il conserve ses titres de champion du monde de cross-country eliminator et de  champion de France de la même discipline. Il réalise un nouveau triplé en 2020.
Après une année 2021, où il se contente du titre de champion de France de cross-country eliminator, il devient en 2022 champion du monde de cross-country eliminator pour la cinquième fois et récolte un sixième titre l'année suivante.
Depuis 2019, il commente les épreuves de cyclo-cross et de VTT sur la chaîne L'Equipe 21.

## Palmarès en VTT

### Championnats du monde
- Chengdu 2017
  -  Champion du monde de cross-country eliminator
- Chengdu 2018
  -  Champion du monde de cross-country eliminator
- Waregem 2019
  -  Champion du monde de cross-country eliminator
- Louvain 2020
  -  Champion du monde de cross-country eliminator
- Barcelone 2022
  -  Champion du monde de cross-country eliminator
- Palangkaraya 2023
  -  Champion du monde de cross-country eliminator

### Coupe du monde
- Coupe du monde de cross-country eliminator
  - 2017 : 5e du classement général
  - 2018 : 5e du classement général
  - 2019 : 2e du classement général
  - 2021 : 3e du classement général, vainqueur de deux manches
  - 2022 : 2e du classement général, vainqueur de deux manches
  - 2023 : 1er du classement général, vainqueur de deux manches
  - 2024 : 6e du classement général

### Championnats d'Europe
- Darfo Boario Terme 2017
  -  Champion d'Europe de cross-country eliminator
- Graz-Stattegg 2018
  -  Champion d'Europe de cross-country eliminator
- Brno 2019
  -  Médaillé d'argent du cross-country eliminator
- Monte Tamaro 2020
  -  Champion d'Europe de cross-country eliminator
- Sakarya 2023
  -  Médaillé d'argent du cross-country eliminator

### Championnats de France
- 2009
  - 2e du cross-country juniors
- 2013
  -  Champion de France de cross-country eliminator
- 2014
  -  Champion de France de cross-country eliminator
- 2015
  -  Champion de France de cross-country eliminator
- 2016
  -  Champion de France de cross-country eliminator
- 2017
  -  Champion de France de cross-country eliminator
- 2018
  -  Champion de France de cross-country eliminator
- 2019
  - 2e du cross-country eliminator
- 2020
  -  Champion de France de cross-country eliminator
- 2021
  -  Champion de France de cross-country eliminator
- 2022
  -  Champion de France de cross-country eliminator
- 2023
  - 2e du cross-country eliminator
- 2024
  -  Champion de France de cross-country eliminator
- 2025
  -  Champion de France de cross-country eliminator